# Gradišče v Tuhinju
Gradišče v Tuhinju este o localitate din comuna Kamnik, Slovenia, cu o populație de 50 de locuitori.